# Kalenica (Warszawa)
Kalenica – osiedle w północno-wschodniej części Warszawy, w dzielnicy Białołęka.
Osiedle położone jest na zachód od ulicy Modlińskiej, blisko granicy Warszawy. Leży 
między osiedlami Buków i Kępa Tarchomińska. Jeszcze w pierwszej połowie XX w. Kalenica była podwarszawską wsią. W 1976 r. została włączona do granic Warszawy wraz z innymi sąsiadującymi wsiami. 
Miejski System Informacji nie uwzględnia istnienia tego osiedla i jego teren w całości leży w osiedlu Nowodwory. Natomiast podział na osiedla (i rady osiedli) według Urzędu Dzielnicy Białołęka włącza jego teren do Bukowa.